# Аллахвердієв Мусеіб Абдулла-огли
Мусеіб Аллахверді́єв (нар. 5 травня 1909 — 19 травня 1969) — радянський військовик, Герой Радянського Союзу (1945).

## Життєпис
Народився 5 травня 1909 року в селі Даг-Кесаман (нині Агстафинський район Азербайджану) у селянській родині. Азербайджанець. Працював у колгоспі.
З 1931 року у РСЧА. В 1936 році закінчив Тбіліське військове піхотне училище.
На фронтах німецько-радянської війни з червня 1941 року.
Відзначився 13 листопада 1944 року в Угорщині. Командир батальйону 119-го гвардії стрілецького полку (40-ва гвардійська стрілецька дивізія, 4-та гвардійська армія, 3-й Український фронт) гвардії капітан Мусеіб Аллахвердієв, командуючи батальйоном, прорвався углиб ворожої оборони і забезпечив полку виконання бойового завдання. У ніч проти 1 грудня 1944 року батальйон успішно форсував Дунай і захопив плацдарм.

## Звання та нагороди
24 березня 1945 року Мусеібу Аллахвердієву присвоєно звання Героя Радянського Союзу.
Також нагороджений:
- орденом Леніна
- орденом Червоної Зірки
- медалями